# Swedish Open 2011
Swedish Open 2011 — тенісний турнір, що проходив на кортах з ґрунтовим покриттям. Належав до категорії 250 у рамках Туру ATP 2011, а також до Туру WTA 2011. Відбувся в Бостаді (Швеція). Жіночий турнір тривав з 4 до 10 липня 2011 року, чоловічий - з 11 до 17 липня 2011. Це був 3-й турнір серед жінок і 64-й - серед чоловіків.

## Учасниці

### Кваліфікація
| Країна   | Гравчиня             | Рейтинг* | Сіяна |
| -------- | -------------------- | -------- | ----- |
| Данія    | Каролін Возняцкі     | 1        | 1     |
| Італія   | Флавія Пеннетта      | 21       | 2     |
| Чехія    | Луціє Шафарова       | 32       | 3     |
| Іспанія  | Лурдес Домінгес Ліно | 48       | 4     |
| Росія    | Віра Душевіна        | 51       | 5     |
| Чехія    | Івета Бенешова       | 53       | 6     |
| Чехія    | Барбора Стрицова     | 55       | 7     |
| Словенія | Полона Герцог        | 59       | 8     |

- Рейтинг подано станом на 21 червня 2011.

### Інші учасниці
Нижче подано учасниць, що отримали вайлд-кард на вихід в основну сітку:
- Еллен Аллгурін
- Анна Бражнікова
- Гільда Меландер

Нижче наведено гравчинь, які пробились в основну сітку через стадію кваліфікації:
- Тетяна Ареф'єва
- Мона Бартель
- Алізе Лім
- Олівія Роговська

## Учасники

### Сіяні учасники
| Країна    | Гравець          | Рейтинг* | Сіяний |
| --------- | ---------------- | -------- | ------ |
| Швеція    | Робін Содерлінг  | 5        | 1      |
| Іспанія   | Давид Феррер     | 6        | 2      |
| Чехія     | Томаш Бердих     | 9        | 3      |
| Іспанія   | Ніколас Альмагро | 13       | 4      |
| Іспанія   | Томмі Робредо    | 33       | 5      |
| Аргентина | Хуан Монако      | 43       | 6      |
| Казахстан | Андрій Голубєв   | 45       | 7      |
| Італія    | Потіто Стараче   | 52       | 8      |

- Рейтинг подано станом на 4 липня 2011.

### Інші учасники
Нижче подано учасників, що отримали вайлд-кард на вихід в основну сітку:
- Крістіан Лінделл
- Michael Ryderstedt
- Андреас Вінчігерра

Учасник, що потрапив в основну сітку як особливий виняток:
- Майкл Яні

Нижче наведено гравчинь, які пробились в основну сітку через стадію кваліфікації:
- Жонатан Даньєр де Вейї
- Дієго Хункейра
- Guillermo Olaso
- Антоніо Веїч

## Переможниці та фіналістки

### Чоловіки. Одиночний розряд
Робін Содерлінг —  Давид Феррер, 6–2, 6–2
- Для Содерлінга це був 4-й титул за сезон і 10-й - за кар'єру. Це була його друга перемога на цьому турнірі (перша була 2009 року).

### Одиночний розряд. Жінки
Полона Герцог —  Юганна Ларссон, 6–4, 7–5
- Для Герцог це був перший титул за кар'єру.

### Парний розряд. Чоловіки
Роберт Ліндстедт /  Горія Текеу —  Сімон Аспелін /  Андреас Сільєстрем, 6–3, 6–3

### Парний розряд. Жінки
Лурдес Домінгес Ліно /  Марія Хосе Мартінес Санчес —  Нурія Льягостера Вівес /  Аранча Парра Сантонха, 6–3, 6–3